# 阿爾法銀行 (俄羅斯)
阿爾法銀行（Alfa-Bank），俄羅斯最大民營銀行，隶属于阿尔法集团，1990年由俄羅斯企業家米哈伊尔·马拉托维奇·弗里德曼創立，總部設於莫斯科，其業務覆蓋7個國家，2024年用戶數量為3200萬個個人戶口和180萬個企業戶口，為全俄第四大銀行。

## 外部連結
- Alfa-Bank corporate site （页面存档备份，存于）
- Russian website （页面存档备份，存于）